# José Luis Díaz Caballero
José Luis Díaz Caballero (Madrid, 1979) es un escritor y abogado español. Autor de varias novelas premiadas, compagina su labor literaria con su oficio de letrado.

## Obra
Licenciado en Derecho y máster en Derecho Penal Internacional ha compaginado su carrera profesional con su vocación literaria, descubierta de niño al contemplar (y posteriormente leer) El amor en los tiempos del cólera de Gabriel García Márquez.
Su formación y experiencia como abogado le ha sido útil a la hora de abordar el diseño de sus tramas y personajes, que surgen tras una rigurosa investigación y la lectura de todo tipo de materiales, jurídicos y periodísticos, sobre el tema a tratar. Constante en su labor literaria —escribe todos los días, aunque sea un párrafo— considera que el oficio de escritor requiere una profesión estable que permita la reflexión.
Como persona que disfruta escribiendo, ha ido perfeccionando su técnica con numerosas lecturas y la asistencia a diversos talleres de escritura creativa. Ello le ha permitido obtener numerosos reconocimientos. 
En 1997 su relato La agonía lánguida del Santo Patrón obtuvo el premio Los Nuevos de Alfaguara, lo que fue un espaldarazo a su vocación literaria. En 2012 consiguió el primer premio de artículos monográficos del Ilustre Colegio de Abogados de Madrid con Turno de oficio: vocación o negocio.
Su primera novela, El rugido de las sombras, que se desarrolla en el ambiente sórdido de la Guerra del Coltán, fue finalista en 2015 del Premio Onuba y del Premio Caligrama en 2017. La segunda novela, Sudor y lluvia tras el fin del mundo, que relata las situaciones límite de un matrimonio en crisis, quedó en el segundo puesto del premio Fray Luis de León de narrativa (2018). En 2022 publicó su tercera novela, Cien cruces arrastradas. La novela es una distopía social, representada por el hallazgo de cien cadáveres ocultos en el mar. El autor refleja una sociedad descompuesta, con el poder mirando hacia otro lado y la existencia de una oligarquía que atesora el control absoluto. En 2024 publicó Ningún ocaso demasiado intenso (Velasco, 2024). Atlas en rojo  (La Tortuga Búlgara)  es su primer poemario, publicado en 2025. Desde 2023 colabora como crítico literario para diversos medios como El comercio, Zenda Libros y Qué Leer.

## Publicaciones

### Narrativa
- El rugido de las sombras (Caligrama, 2016, sello de reconocimiento editorial)
- Participación en la antología Cuarenta colores, incluido el negro, con el relato Motivos (AEN, 2016)
- Sudor y lluvia tras el fin del mundo (Maclein y Parker, 2018)
- Cien cruces arrastradas (Velasco, 2022)
- Ningún ocaso demasiado intenso (Velasco Ediciones, 2024)

### Poesía
- Atlas en rojo (La tortuga búlgara, 2025)
- Antología poemas a la deriva. Voces contemporáneas en español 2 (2025)